# Gears of War
Gears of War is een third-person shooter, gemaakt door Epic Games en in november 2006 uitgegeven door Microsoft Game Studios. Het spel gaat over Marcus Fenix die samen met zijn teammaten probeert de Locust, wezens die uit de grond van de planeet Sera komen, te vernietigen.
Het spel won in 2006 de GameSpot's Game of the Year-prijs.

## Gameplay
Het spel kent 3 verschillende moeilijkheidsgraden:
- Casual
- Hardcore
- Insane (deze is pas beschikbaar als een van bovenstaande moeilijkheidsgraden doorlopen is)

Er is daarbij de mogelijkheid om via Xbox Live assistentie vragen van een vriend of vreemde (Co-op). Gears of War is een van de eerste games die co-op spelen op deze manier in een shooter verwerkt. Zo kun je in single player-modus direct een vriend uitnodigen)op elk gewenst moment. Dit geeft nieuwe mogelijkheden om door moeilijk speelbare stukken te komen.

### Onlinemultiplayer-modus
Het spel kan ook online worden gespeeld. Het spel kent de volgende online mogelijkheden:
- Warzone: Het spel wordt gespeeld met twee teams met daarin maximaal vier spelers per team. Het ene team speelt als mens en de ander als Locust. Het is de bedoeling om elkaar uit te schakelen. Het team dat als laatste nog spelers over heeft, wint.
- Assassination: In dit speltype is het de bedoeling om de vijandelijke leider uit te schakelen. Wanneer de leider uitgeschakeld is, wint het team. In de ronde daarna wordt diegene die de leider heeft uitgeschakeld zelf leider.
- Execution: Hetzelfde als warzone, alleen moet de tegenstander nu van dichtbij uitgeschakeld worden. Als de vijand van veraf wordt uitgeschakeld raakt hij gewond maar kan na enkele seconden weer tot leven komen behalve als hij van dichtbij (b.v. met een hoofdstomp) is uitgeschakeld.
- Annex: Draait om het vasthouden van locaties en daar punten voor te krijgen. Elke seconde dat een team een dergelijke locatie in bezit heeft, krijgt het team één punt. Het speciale van deze spelmodus is dat je kunt herspawnen.

## Verhaal
Het verhaal heeft een futuristische setting. Ergens ver in de toekomst, krijgen de mensen van de planeet Sera het aan de stok met mensachtige wezens, The Locust. Deze wezens kunnen overal uit de grond opkomen uit zogenaamde emergence holes, op Emergence Day (Een soort D-day voor de locust). Ze komen onder elke grote stad uit de grond vandaan, een verrassingsaanval. Hierop volgend vluchten de mensen naar het "Jacinto Plateau", een plateau van 100 km dik graniet waar de Locust niet onder kunnen komen, maar de Locust breken door de verdediging en het plateau wordt overlopen.
Het spel begint 14 jaar na de verrassingsaanval. De oorlog heeft zoveel levens gekost dat zelfs zieken en ex-gevangenen moeten vechten. Zo ook de hoofdrolspeler in het spel, Marcus Fenix, een soldaat die tot de oorlog in de gevangenis zat.
In het begin van de game word je bevrijd door je maat Dominic, omdat je mee moet vechten in de oorlog tegen de Locust. Je wordt toegevoegd aan Delta squad. Het is je taak om de Resonator (ook wel sonic device genoemd) te bemachtigen en hem te gebruiken om het ondergrondse netwerk van de locust in kaart te brengen. Waarna de light mass bomb het werk af kan maken.

## Personages
- Marcus Fenix: De hoofdpersoon van het verhaal, zoon van Adam Fenix. Hij werd 14 jaar geleden in de cel gegooid door Hoffman omdat hij het front verliet om zijn vader te redden.
- Dominic Santiago: Beste vriend en teammaat van Marcus Fenix. In een co-opsessie kan de speler als Dominic spelen.
- Damon Baird: Teammaat, meestal slecht gehumeurd maar zeer intelligent, hij is erg belangrijk voor het team omdat hij als enige is gespecialiseerd in het gebied van techniek, weet ook veel van de Locust af.
- Augustus Cole: Ook bekend als The Cole Train, uit de tijd dat hij nog thrashball speelde. Hij is een lid van Alpha Squad, wordt halverwege de eerste act gered en komt bij delta.
- Kolonel Victor Hoffman: Een kolonel van de C.O.G (Coalition of Ordered Governments), en ook degene die Marcus in de bak heeft gegooid. Hij komt niet vaak in beeld.
- Anya Stroud: Informateur van Delta Squad. Ze is de enige vrouw en ze komt ook niet vaak in beeld, hoewel ze zeer vaak te horen is om de updates voor de missie door te geven.
- Jack: Robot die bedoeld is om de Gears in het veld te assisteren. Heeft verschillende armen om verschillende toepassingen uit te voeren. De naam komt van "Jack of all Trades" wat betekent dat hij van alle markten thuis is.
- Anthony Carmine: Van hem is niet veel bekend, hij is een simpele Delta Squad soldaat, hij werd op de Gear academy verkozen tot de meest waarschijnlijke om neergeschoten te worden, tevens een van de weinige soldaten die een helm op hebben. Hij wordt later vermoord door een Locust sluipschutter terwijl hij staat te mopperen over zijn kapotte lancer. Zijn broers Ben Carmine ( die net als Anthony de dood vindt) en Clayton Carmine komen in de latere Gears of War-spellen voor.
- Kim: leider van Delta Squad, helpt het Gears team om te overleven. Wordt later vermoord door General RAAM
- Adam Fenix: Vader van Marcus en onderzoeker op het gebied van de 'Hollow', de leefplek van de Locust Horde. Hij werd gedood door de Locust op "Emergence day". In het spel vind je bijna-complete kaarten van de Hollow in zijn oude landhuis.

## Wapens
- Lancer: Standaard COG-geweer, met een kettingzaag eraan. Hiermee kan een vijand doormidden gezaagd worden. Het nadeel van deze bajonet is, dat als je wordt beschoten terwijl je hem opzet de kettingzaag weer naar beneden gaat.
- Hammerburst: Lanceert een salvo van 6 kogels, het locust alternatief voor de lancer.
- Longshot Sniper Rifle: Een sluipschuttersgeweer dat gemaakt is voor lange afstanden. en die na elk schot opnieuw moet worden geladen, 1 schot op het hoofd of 2 schoten op de rest van het lichaam zijn dodelijk.
- Snub Pistol: Standaard COG-pistool. De speler draagt altijd een Snub Pistol bij zich.
- Boltok Pistol: Alternatief pistool, sterker dan een Snub-Pistol, maar heeft een kleiner magazijn.
- Gnasher Shotgun: Het COG-korte-afstandswapen. Het best bruikbaar om een doelwit op hoogstens drie meter met zekerheid te doden.
- De Torque Bow: Een kruisboogachtig wapen, waarvan de pijlen exploderen kort nadat ze zijn afgeschoten.
- De smoke grenade: Een rookgranaat die na aanraking van het doelwit gaat roken, dit verhult acties die erachter plaatsvinden.
- De frag grenade: Een granaat die ontploft, kan worden "ge-Blindfired", dus gegooid worden zonder de dekking te verliezen, dit gaat wel iets ten koste van de nauwkeurigheid. Deze granaat kan ook in een vijand vastgestoken worden, voor een extra dodelijk effect.
- Boomshot: Een raketlanceerwapen dat met een goed gemikt schot een groepje vijanden in één klap kan uitschakelen. Hierbij komt wel kijken dat dit wapen redelijk zeldzaam is en je behoorlijk snel moet swappen.
- Hammer of Dawn: Dit wapen moet op één punt worden geconcentreerd als er een satelliet is en je in open lucht bent. Er komt dan een sterke laser uit de lucht die bijna alle Locust neerkrijgt. Het is tevens het enige wapen waarmee je de gevreesde Berserker eenheid mee neer krijgt. Dit wapen heeft oneindig Ammunitie maar hij is niet altijd online.

## Trivia
- Het spel is opgenomen in het boek 1001 Video Games You Must Play Before You Die van Tony Mott.
- Het spel won in 2007 vier Golden Joystick Awards van het Britse tijdschrift Computer and Video Games.